# Hannogne-Saint-Martin
 Hannogne-Saint-Martin  es una población y comuna francesa, en la región de Champaña-Ardenas, departamento de Ardenas, en el distrito de Charleville-Mézières y cantón de Flize.

## Demografía
| 476 | 461 | 440 | 430 | 431 | 474 |
| Para los censos de 1962 a 1999 la población legal corresponde a la población sin duplicidades (Fuente: INSEE [Consultar]) |     |     |     |     |     |